# Protectorado de la Costa del Níger
El Protectorado de la Costa de Níger era un protectorado británico en el área de los Ríos de Aceite de la actual Nigeria, establecido originalmente como el Protectorado de los Ríos de Aceite en 1884 y confirmado en la Conferencia de Berlín al año siguiente. Fue rebautizado el 12 de mayo de 1893, y se fusionó con los territorios fletados de la Real Compañía del Níger el 1 de enero de 1900 para formar el Protectorado del Nigeria del Sur.

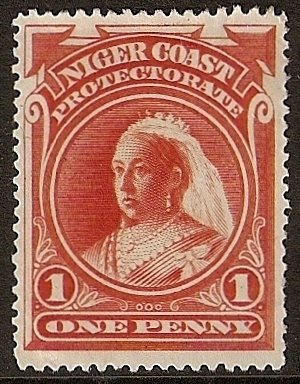
Estampilla del Protectorado de la Costa del Níger con el retrato de la Reina Victoria, 1894